# يالانجي

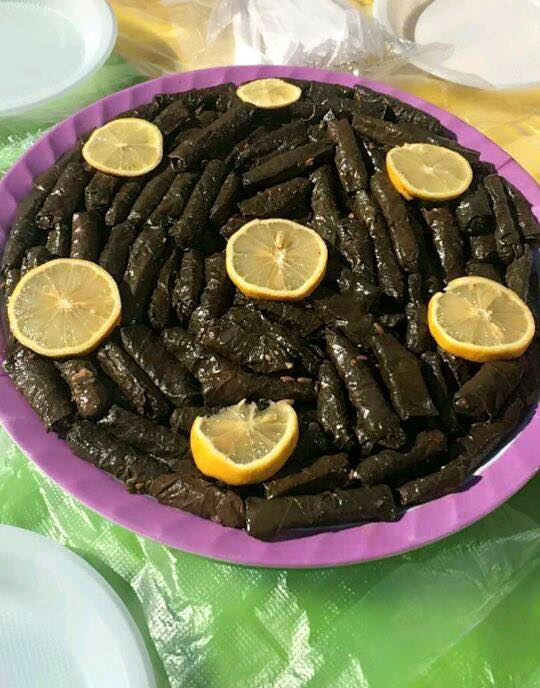

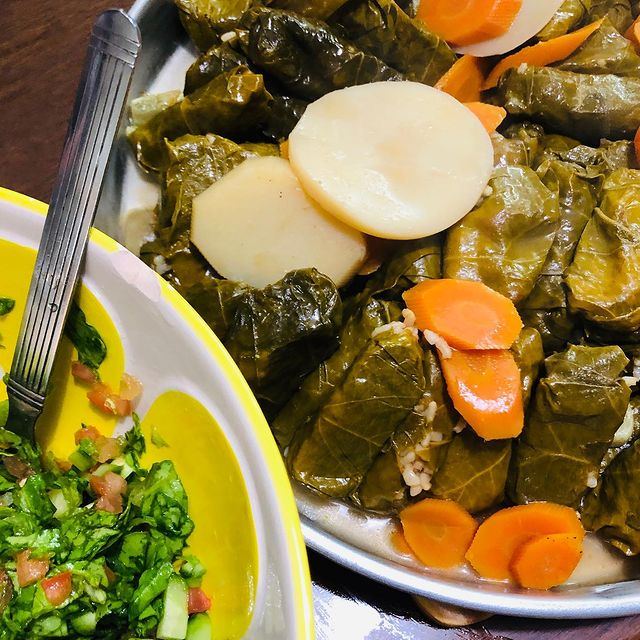
طبق يالانجي بالبطاطا والجزر

اليالنجي أو اليالانجي أكلة من المطبخ الشامي والشرق أوسطي بشكلٍ عام، تتمثل أساساً في ورق عنب ملفوف يتم حشوه بخليط من الأرز والخضروات المطبوخة. واليالنجي أكلة تُحضر كثيراً في الموائد السورية وتُعتبر من المقبلات التي تؤكل قبل الطبق الرئيسي.

## الوصفة
المقادير:
- كيلوغرام طماطم مقشرة ومفرومة ناعماً.
- بصلتان مفرومتان ناعماً.
- حزمة بقدونس مفرومة ناعماً.
- حزمة نعناع اخضر مفرومة ناعماً.
- كاس أرز.
- نصف كأس زيت زيتون.
- رشة من الملح و‌الفلفل الأسود.
- ملعقة طعام قهوة مطحونة.يالانجي سوري
- رشة نعناع جاف.
- ثلاث ملاعق دبس رمان.

طريقة الإعداد:

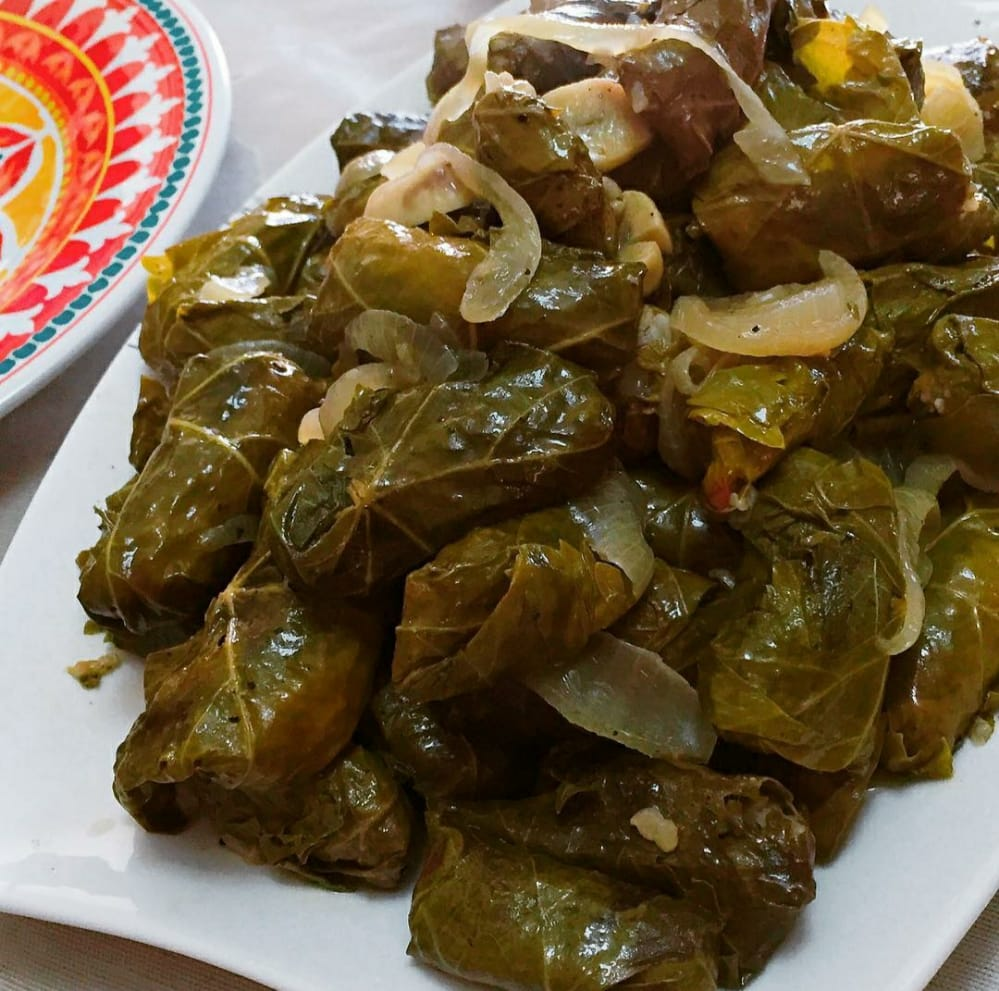
يالانجي سوري

1. يُقلى البصل الناعم بزيت الزيتون إلى أن يتحول لونه إلى الذهبي.
2. تُضاف الطماطم المفرومة.
3. يُترك الخليط على النار لفترة مع التحريك.
4. يُضاف كل من الملح و‌الفلفل و‌القهوة والنعنع اليابس.
5. يُضاف البقدونس و‌النعناع الأخضر المفرومان.
6. يُضاف الأرز.
7. يُترك الخليط على النار حوالي دقيقتين.
8. تُطفئ النار ويُضاف دبس الرمان.
9. يُحشى ورق العنب بالحشو.
10. يُوضع الورق المحشي في قدر به ماء (يغمر الماء اليالنجي).
11. يُوضع على النار مع إضافة رشة ملح.
12. عندما يبدأ الماء بالغليان يترك لمدة عشر دقائق على نار هادئة.
13. يُغطى المحشي ويُطبخ حوالي ساعة إلا ربع على نار هادئة جداً.
14. يُترك اليالنجي ليبرد ويُقدم.